# Плоское (Пеновский район)
Плоское — деревня в Пеновском районе Тверской области.

## География
Находится в западной части Тверской области на расстоянии приблизительно 39 км на запад-северо-запад по прямой от железнодорожной станции Пено.

## История
Деревня была показана на карте 1825 года. В 1859 году здесь (деревня Осташковского уезда) было учтено 7 дворов, в 1939 — 13. До 2020 года входила в Ворошиловское сельское поселение Пеновского района до их упразднения.

## Население
Численность населения: 43 человека (1859 год), 15 (русские 73 %, грузины 27 %) 2002 году, 1 в 2010.